# Walsingham
Pour les articles homonymes, voir Walsingham (homonymie).
Walsingham (prononcé wɔːlsɪŋʌm) est une localité d’Angleterre et une paroisse civile du comté anglais de Norfolk. Elle est en fait constituée de deux villages accolés: Little Walsingham et Great Walsingham, le mot "Great" (grand) faisant référence à son ancienneté et non à sa taille. Le village, connu comme lieu saint et de pèlerinage consacré à la Vierge Marie, abrite les ruines de deux monastères médiévaux,.
La paroisse civile, qui comprend les deux Walsingham ainsi que l’ancien village médiéval d’Egmere, à présent déserté, a une superficie de 18,98 km2 et une population de 864 habitants répartis en 397 foyers au recensement de 2001. La paroisse est sous la juridiction du district non métropolitain de North Norfolk pour les affaires relevant du gouvernement local.
C’est au XIe siècle que Walsingham devint un Pèlerinage marial important après que la Vierge Marie fut apparue à la noble saxonne Richeldis de Faverches (en) en 1061. Richeldis reçut l’ordre de construire une réplique de la maison de la Sainte Famille de Nazareth, en l’honneur de l’Annonciation. La Sainte Maison fut construite en bois et ornée d’une statue de bois de la Vierge Marie en Trône tenant l’Enfant Jésus assis dans ses bras. Walsingham resta durant tout le Moyen Âge l’un des plus grands pèlerinages d’Europe du Nord.

## Le prieuré

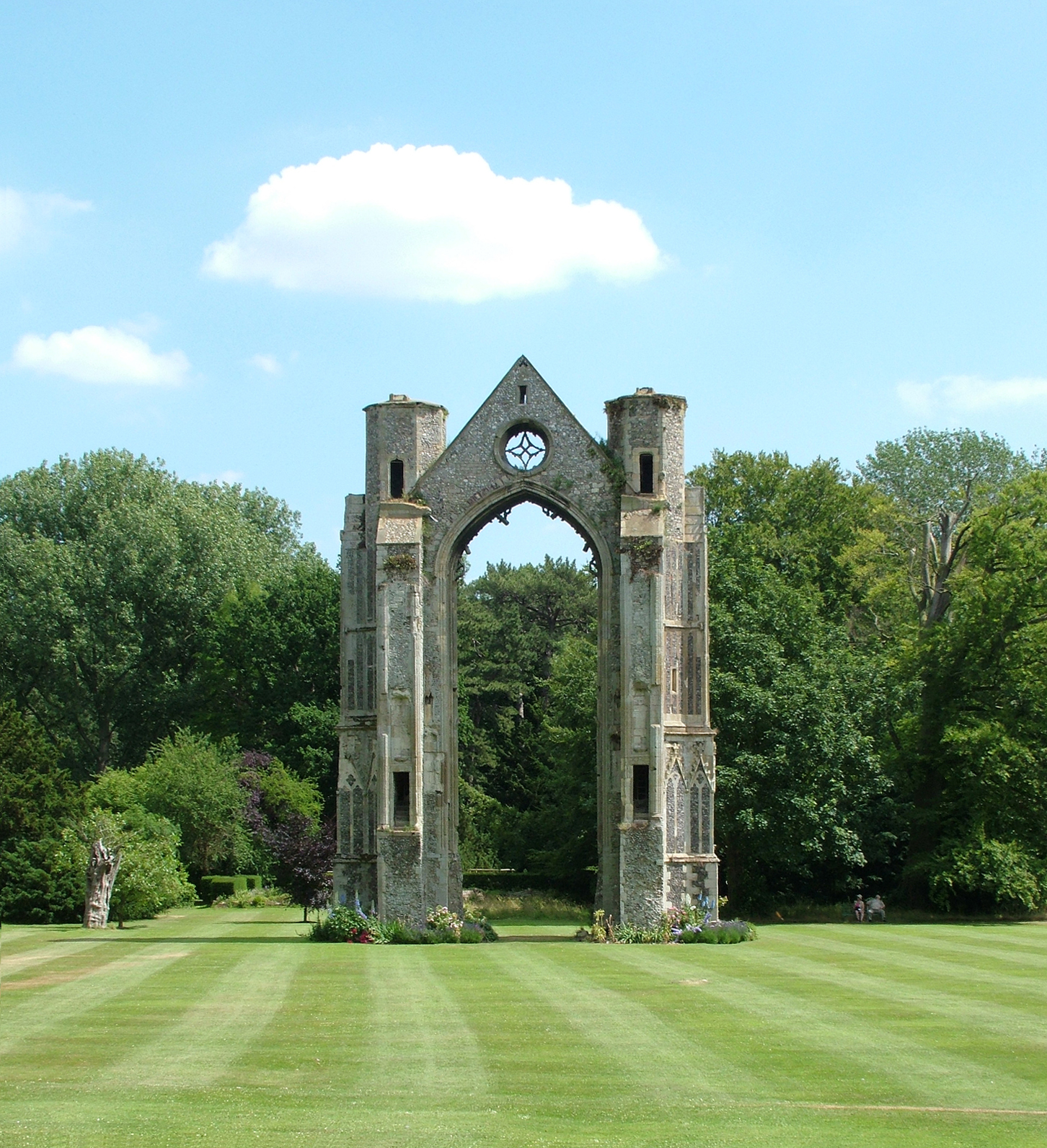
Les ruines de l'abbaye de Walsingham.

En 1153, un prieuré de moines Augustins s’établit sur le site à une dizaine de kilomètres de la mer près de la côte nord du Norfolk et prospéra pendant les siècles suivants. Fondée au temps d’Édouard le Confesseur, la chapelle de Notre-Dame de Walsingham fut confiée aux moines augustins un siècle plus tard et incorporée au prieuré. Ce sanctuaire fut d’abord un lieu de pèlerinage renommé. Les fidèles y affluaient de toutes les régions d’Angleterre et du continent, jusqu’à sa destruction par le roi Henry VIII en 1538. De nos jours, la route principale des pèlerins passant par Newmarket, Brandon et Fakenham est encore appelée Palmers' Way (la voie des pèlerins).
Les moines de Walsingham reçurent de nombreux dons en terres, argent et églises, et le sanctuaire de Notre-Dame fut le témoin de plusieurs miracles. Des rois d'Angleterre s’y rendirent, parmi lesquels Henry III (en 1231 ou 1241), Edward I (en 1289 et 1296), Edward II en 1315, Edward III en 1361, Henry VI en 1455, Henry VII en 1487 et enfin Henry VIII, qui fut ensuite l'auteur de sa destruction.

Érasme, accomplissant un vœu, fit un pèlerinage depuis Cambridge en 1511, et laissa comme offrande un recueil de vers en grec où il exprimait sa piété. Treize ans plus tard il écrivit son recueil des pèlerinages dans lequel la richesse et la munificence de Walsingham sont signalés et certains des miracles les plus fameux rationalisés. Deux épouses d’Henry VIII Catherine d'Aragon et Anne Boleyn, accomplirent elles aussi le pèlerinage de Walsingham.
En 1537 le dernier Prieur, Richard Vowell, prêta allégeance à Thomas Cromwell par opportunisme. Son subordonné Nicholas Milcham fut en revanche accusé de conspiration et de rébellion contre le décret de suppression des monastères. Convaincu du crime de haute trahison sur des preuves insignifiantes, il fut pendu à la muraille extérieure du prieuré. En juillet 1538, le Prieur Vowell consentit à la destruction du prieuré de Walsingham et alla jusqu'à prêter main-forte aux agents du roi pour enlever la statue de la Vierge ainsi que de nombreuses pièces d'ornement d'or ou d'argent. Il participa aussi au pillage général du sanctuaire. En récompense de sa complicité, il se vit octroyer une pension de 100 livres par an, une grosse somme pour l'époque, tandis que quinze moines reçurent des pensions comprises entre 4 et 6 livres.
Une fois le sanctuaire dépouillé et le prieuré détruit, le site fut vendu sur ordre d’Henry VIII à un certain Thomas Sidney pour la somme de 90 livres, et un manoir privé fut ensuite édifié à cet endroit. Onze personnes, dont le prieur en second de l'abbaye, furent pendues ou écartelées. L'or et l'argent du sanctuaire furent emportés à Londres ainsi que la statue de Marie et de Jésus qui fut finalement brûlée.

## LaWalsingham lament
Une ballade anonyme de la fin du XVIe siècle, la Walsingham Lament (« la lamentation de Walsingham »), résume le sentiment populaire catholique après la destruction du monastère :

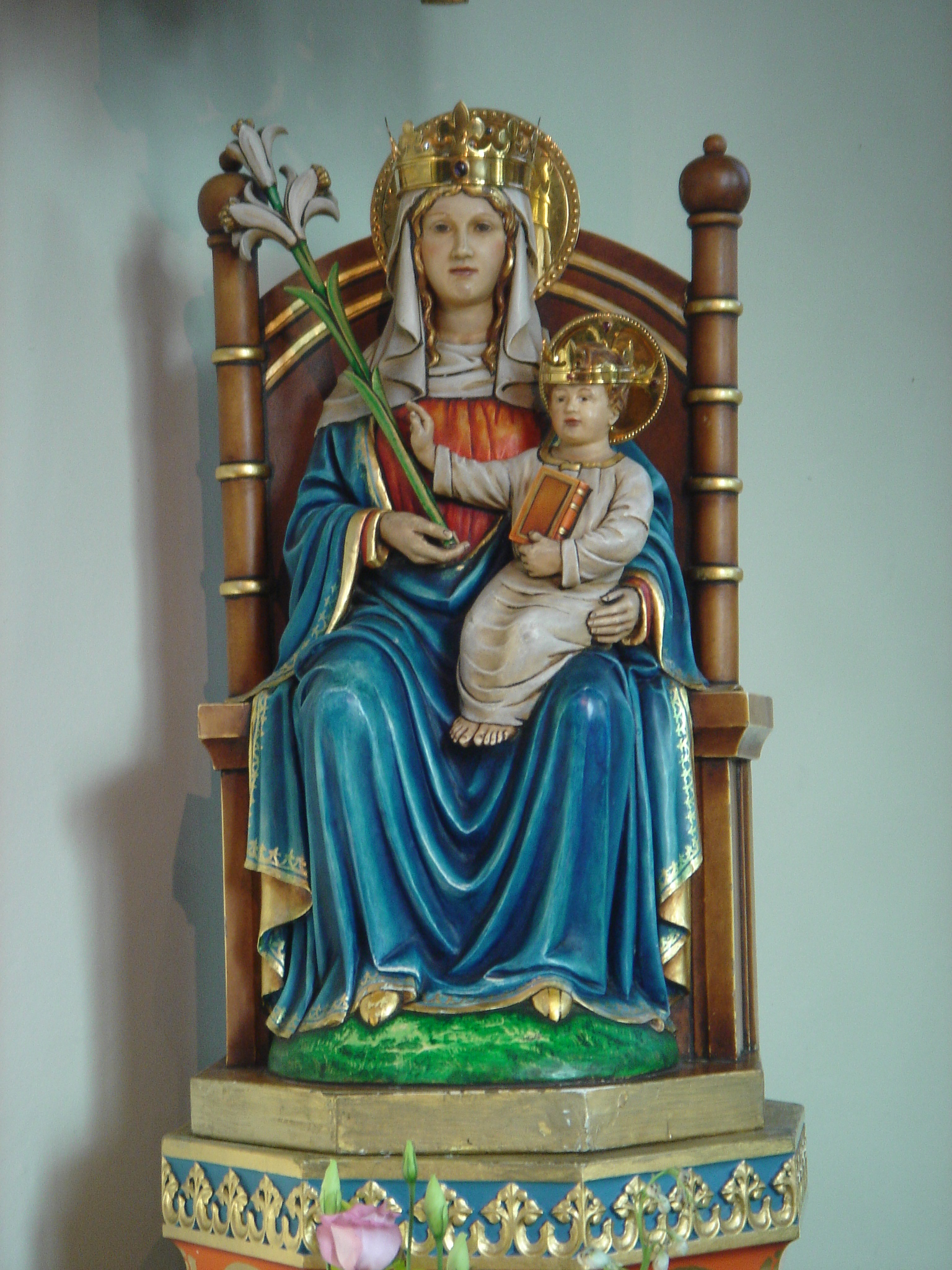
Notre-Dame de Walsingham.

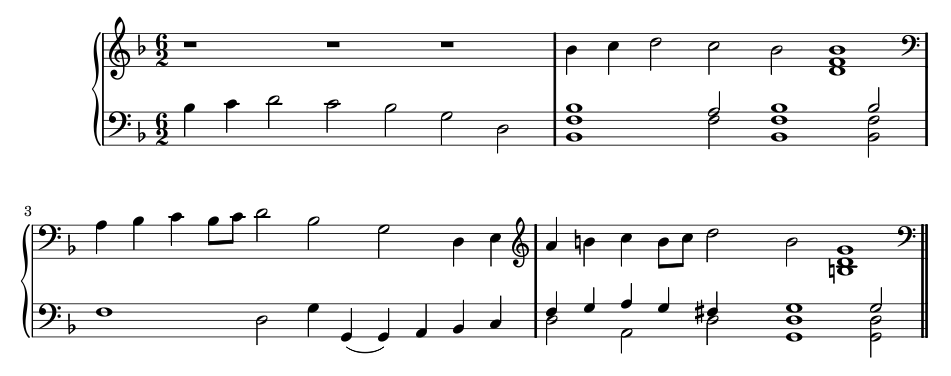
Premières mesures du Walsingham de Byrd.

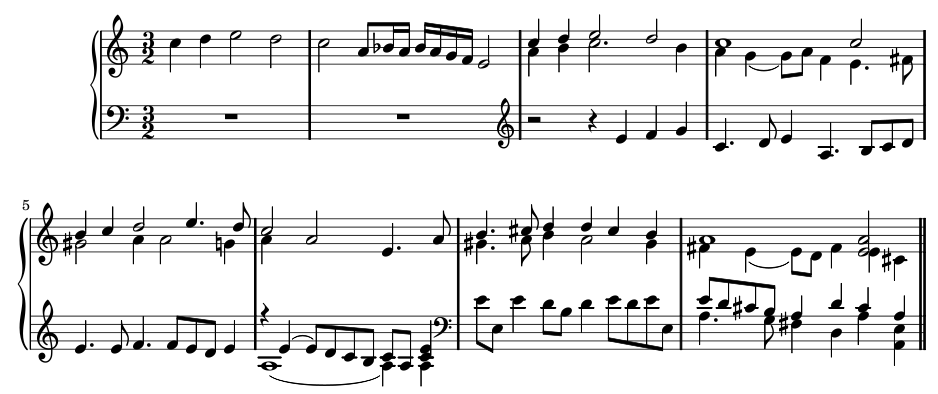
Premières mesures du Walsingham de John Bull, le thème.

Elle contient notamment ces lignes célèbres :
| Weep Weep O Walsingam, Whose dayes are nights, Blessings turned to blasphemies, Holy deeds to despites Sinne is where our Ladye sate, Heaven turned is to helle; Satan sitthe where our Lord did swaye, Walsingham O farewell! | Pleure, pleure ô Walsingham Toi dont les jours sont maintenant des nuits Les bénédictions changées en blasphèmes Les saintes actions en méfaits Le péché s’est installé où se trouvait notre Dame Le ciel est devenu l’enfer Et Satan s’est assis à la place de notre Seigneur Adieu Ô Walsingham ! |

Ce poème a inspiré deux compositeurs anglais de l'époque élisabéthaine, William Byrd qui composa un thème à 22 variations, et John Bull qui à partir du même thème composa 30 autres variations. Ces deux œuvres figurent dans la compilation du Fitzwilliam Virginal Book.

## Renouveau

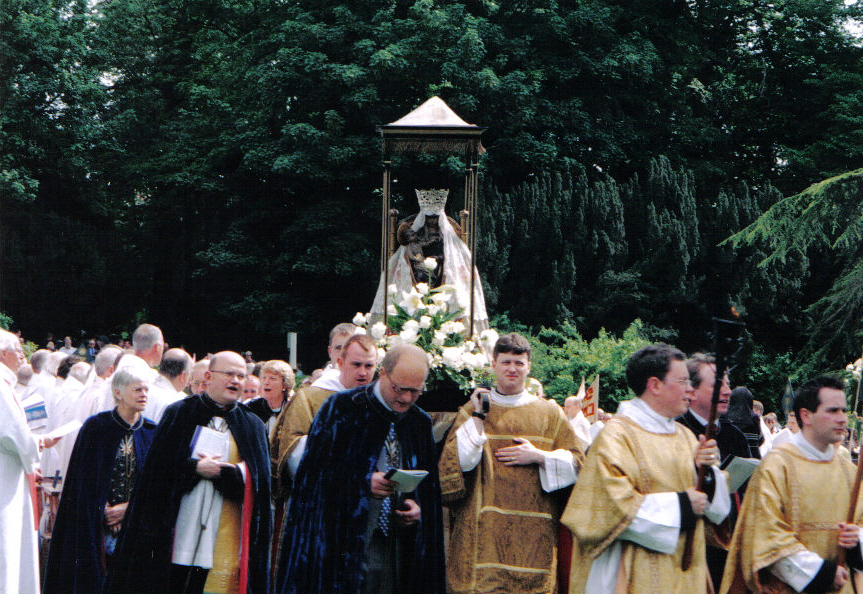
La Procession anglicane nationale dans les ruines de l’abbaye, en mai 2003.

En 1897, la chapelle Slipper, tout juste rénovée, est érigée par le pape Léon XIII en sanctuaire catholique.
Depuis 1922, à l'initiative du prêtre anglo-catholique Alfred Hope Patten (en), un sanctuaire anglican est rétabli à Walsingham, et des pèlerinages organisés durant les mois d'été. Le Pèlerinage National anglican a lieu à Spring Bank Holiday (le lundi suivant le dernier dimanche de mai) et se heurte régulièrement à des barrages protestants. Le point culminant de l'année est l'arrivée du pèlerinage de Pâques de la Croix des étudiants (Student cross) le Vendredi saint.
L’Angleterre a été consacrée une nouvelle fois comme « dot de Marie » le dimanche 29 mars 2020 au sanctuaire de Walsingham.
En raison de la pandémie du Covid-19, les fidèles étaient invités à s’unir à cette consécration depuis leur domicile.
Invocation
« Ô Sainte Vierge Marie, Mère de Dieu, et notre plus douce Reine et Mère, jetez un regard miséricordieux sur l’Angleterre, votre dot, et sur nous tous, ceux qui espérons et avons confiance en vous. »
Catholiques et anglicans partagent la dévotion envers Notre-Dame de Walsingham et les deux confessions ont un sanctuaire dans ce lieu où la Vierge serait apparue en 1061. À l’époque, l’Angleterre était une des régions européennes où la dévotion mariale était forte et le sanctuaire, rapidement édifié après les apparitions, était un des principaux lieux de pèlerinage au monde avec Rome, Saint-Jacques-de-Compostelle et Jérusalem. Avec l’instauration de l’anglicanisme et la réforme, le lieu est cependant tombé dans un relatif oubli, avant de revenir au premier plan au XXe siècle.

## Sources
- (en) Cet article est partiellement ou en totalité issu de l’article de Wikipédia en anglais intitulé « Walsingham » (voir la liste des auteurs).